# Sant Josep de Bellmunt d'Urgell
Sant Josep de Bellmunt d'Urgell és una església amb elements gòtics i renaixentistes de Bellmunt d'Urgell (Noguera) inclosa a l'Inventari del Patrimoni Arquitectònic de Catalunya.
El febrer de 2022 va ser declarada Bé Cultural d'Interès Nacional, en la categoria de monument històric.

## Descripció
L'església de Sant Josep està ubicada a la zona més prominent del nucli de Bellmunt d'Urgell, al centre del carrer Major (l'eix que travessa el monticle de Bellmunt d'est a oest) en el punt on aquest fa l'inflexió en pendent cap a l'oest i cap a l'est. L'edifici, ubicat entre mitgeres d'habitatges, consisteix en una església d'una nau amb quatre capelles laterals, un cor sobrealçat, capçalera amb absis semicircular i campanar a l'esquerra de la façana. La façana principal està orientada al sud i abocada a la plaça Major, un espai obert (de 14 per 19 m de disposició esglaonada que salva 4 m de desnivell cap al sud fins al carrer inferior) que li atorga visibilitat i preeminència.

El parament de la façana està fet amb carreus disposats regularment. De forma quadrada sota el ràfec de la teulada, disposa els seus elements de forma simètrica només trencada per la presència de la torre del campanar a la banda esquerra. Tanmateix, la façana no exemplifica una concepció estilística unitària sinó que s'hi desprenen almenys dues fases de planificació successives.

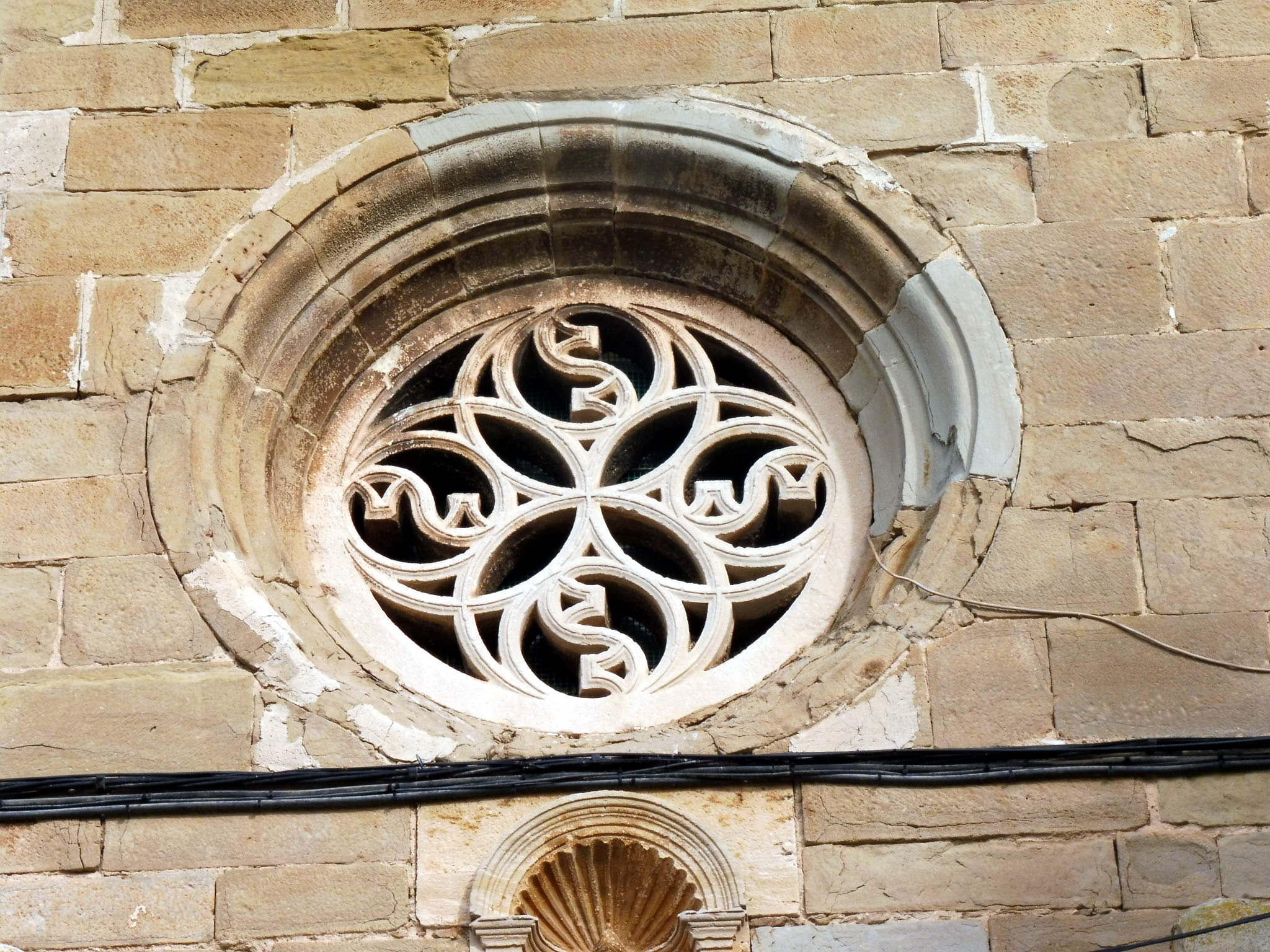
Detall de l'òcul de la façana

 Probablement, la darrera d'aquestes fases està marcada per la portalada, de trets classicitzants es compon a partir d'un arc de mig punt flanquejat per dues columnes estriades i aixecades sobre pedestal. Aquestes donen relleu a l'accés i són suport d'una estructura amb arquitrau, de fris llis, amb dentells sota la cornisa i amb dos elements decoratius a cada extrem rematats amb sengles esferes. Sobre la cornisa i entre les dues esferes, hi ha una fornícula, avui sense imatge. Aquesta porta, de tipologia a la romana, domina la meitat inferior de la façana mentre que la part superior està centrada en un rosetó de petites dimensions i amb una traceria en forma de quatre cercles interseccionats i traçats a partir del punt central del rosetó.
La teulada es disposa a doble vessant, si bé el carener se situa sobre l'eix transversal i no sobre el longitudinal, la qual cosa permet evacuar l'aigua de pluja cap al carrer i no sobre les cases veïnes. Els ràfecs, sobre la façana principal i sobre la façana de la capçalera, presenten la mateixa disposició complexa en quatre nivells de línies de rajoles horitzontals alternats amb dues línies de rajoles obliqües (els dos nivells inferiors i el superior) i una línia de teules (el tercer nivell).
El campanar, a l'extrem esquerre de la façana principal, és disposa en forma d'una torre de base quadrada feta amb el mateix aparell constructiu que la façana, amb quatre finestres rematades amb arcs de mig punt on hi estan instal·lades quatre campanes de bronze. La part superior del campanar és rematada amb una breu cornisa de caràcter clàssic.
L'interior es resol amb l'altar emmarcat per l'absis, quatre capelles o altars laterals dedicats respectivament a la Mare de Déu, el Sant Crist, Sant Bartomeu i Sant Llop, i un cor aixecat a la zona d'accés.
Per les característiques classicitzants de la façana, l'església de Sant Josep ha estat considerada com a d'estil gòticorenaixentista, datable al segle xvi. En tot cas, sembla evident que hi hagué més d'una fase constructiva. Probablement es va partir d'un esquema traçat a la baixa edat mitjana, en un estil gòtic tardà i al segle xvi es va produir una ruptura amb el projecte inicial per emmarcar la porta amb trets classicitzants i acabar les parts altes de l'edifici, en especial la torre del campanar.

## Història
Tot i l'origen medieval de la població de Bellmunt d'Urgell, de la seva església parroquial no hi ha evidències documentals que n'ajudin a reconstruir el seu passat històric. Només se sap que a partir de 1279 hi havia a Bellmunt un temple parroquial del qual nom se'n coneix l'advocació (ja que l'advocació a Sant Josep no comença a estendre's per Catalunya fins al segle XVII). Se sap també, pel llibre de sinodals de Sant Pere d'Àger de 1648, que la parròquia de Bellmunt constava com a pertanyent al seu arxiprestat.
L'església respon probablement, en origen, a una edificació d'esquema tipificat durant la baixa edat mitjana. Ara bé, no posseïm dades certes a l'entorn del seu procés de realització que, en tot cas, manifesta diferents etapes constructives. Aquestes es fan manifestes a la façana en la qual assenyalaríem la ruptura amb un primer projecte, que seria reformat per tal d'emmarcar novament l'accés i cloure les parts altes de l'edifici, en especial amb la torre-campanar.